# Episodi di The Drew Carey Show (prima stagione)
La prima stagione della serie televisiva The Drew Carey Show è stata trasmessa in anteprima negli Stati Uniti d'America dalla ABC tra il 13 settembre 1995 e l'8 maggio 1996.
| nº | Titolo originale                                  | Titolo italiano | Prima TV USA      | Prima TV Italia |
| -- | ------------------------------------------------- | --------------- | ----------------- | --------------- |
| 1  | Pilot                                             |                 | 13 settembre 1995 | inedito         |
| 2  | Miss Right                                        |                 | 20 settembre 1995 | inedito         |
| 3  | The Joining of Two Unlikely Elements Is a Mixture |                 | 27 settembre 1995 | inedito         |
| 4  | Nature Abhors a Vacuum                            |                 | 4 ottobre 1995    | inedito         |
| 5  | No Two Things in Nature Are Exactly Alike         |                 | 18 ottobre 1995   | inedito         |
| 6  | Drew Meets Lawyers                                |                 | 1º novembre 1995  | inedito         |
| 7  | Drew in Court                                     |                 | 8 novembre 1995   | inedito         |
| 8  | Lewis' Sister                                     |                 | 15 novembre 1995  | inedito         |
| 9  | Drew and Mrs. Louder                              |                 | 29 novembre 1995  | inedito         |
| 10 | Science Names Suck                                |                 | 6 dicembre 1995   | inedito         |
| 11 | The Electron Doesn't Fall Far from the Tree       |                 | 13 dicembre 1995  | inedito         |
| 12 | Isomers Have Distinct Characteristics             |                 | 20 dicembre 1995  | inedito         |
| 13 | Drew and the Unstable Element                     |                 | 3 gennaio 1996    | inedito         |
| 14 | Drew and Mr. Bell's Nephew                        |                 | 10 gennaio 1996   | inedito         |
| 15 | There Is No Scientific Name for a Show About God  |                 | 17 gennaio 1996   | inedito         |
| 16 | Drew's New Assistant                              |                 | 31 gennaio 1996   | inedito         |
| 17 | The Front                                         |                 | 7 febbraio 1996   | inedito         |
| 18 | Playing a Unified Field                           |                 | 14 febbraio 1996  | inedito         |
| 19 | Atomic Cat Fight                                  |                 | 21 febbraio 1996  | inedito         |
| 20 | Drew and Kate and Kate's Mom                      |                 | 27 febbraio 1996  | inedito         |
| 21 | Drew Gets Motivated                               |                 | 1º maggio 1996    | inedito         |
| 22 | Buzz Beer                                         |                 | 8 maggio 1996     | inedito         |